# Sechellophryne pipilodryas
Espèce
Synonymes
- Sooglossus pipilodryas Gerlach & Willi, 2003

Statut de conservation UICN

 CR B1ab(ii,iii,v)+2ab(ii,iii,v) : 
En danger critique
Sechellophryne pipilodryas est une espèce d'amphibien de la famille des Sooglossidae.

## Répartition et habitat
Cette espèce est endémique de l'île de Silhouette, appartenant à l'archipel des Seychelles dans l'océan Indien.
Elle vit dans la forêt tropicale humide, principalement sur le palmier Phoenicophorium borsigianum .

## Publication originale
- Gerlach & Willi, 2003 : A new species of frog, genus Sooglossus (Anura: Sooglossidae) from Silhouette Island, Seychelles. Amphibia-Reptilia, vol. 23, p. 445-458.